# Piąty żywioł
Piąty Żywioł – dwunasty album studyjny heavymetalowej grupy Turbo, wydany 12 listopada 2013.
Jest to drugi album Turbo z wokalistą Tomkiem Struszczykiem (w zespole od 2007). Na następcę „Strażnika Światła” fani czekali cztery lata. Płyta zawiera ponad 50 minut muzyki utrzymanej w klimacie hard rocka i heavy metalu. Tradycyjnie na płycie Turbo pojawił się utwór instrumentalny – tym razem to „Amalgamat”. Płytę zarejestrowano w studio Perlazza w niecały miesiąc.

## Lista utworów
Opracowano na podstawie materiału źródłowego.
1. „Myśl i walcz” – 2:58
2. „Cień wieczności” – 4:41
3. „Serce na stos” – 4:35
4. „Piąty żywioł” – 6:51
5. „Przebij mur” – 3:54
6. „Garść piasku” – 4:37
7. „Niezłomny” – 4:49
8. „Amalgamat” – 4:17 (utwór instrumentalny)
9. „Rozpalić noc” – 3:51
10. „This War Machine” – 5:40
11. „Może tylko płynie czas” – 7:58

## Twórcy
Opracowano na podstawie materiału źródłowego.
- Tomasz Struszczyk – wokal, gitara akustyczna (11)
- Wojciech Hoffmann – gitara elektryczna
- Bogusz Rutkiewicz – gitara basowa, gitara akustyczna (7), gitara elektryczna (1, 7)
- Dominik Jokiel – gitara elektryczna
- Mariusz "Bobiś" Bobkowski – perkusja
- Przemysław Wejmann – gitara (1), produkcja muzyczna